# Andavadoaka
Andavadoaka est un petit village de pêcheurs situé sur la côte sud-ouest de Madagascar. Il est situé dans le district de Morombe de la région du sud-ouest, à 45 km au sud de la ville de Morombe, dans la région d'Atsimo-Andrefana.

## Historique
Les habitants d'Andavadoaka sont     originaires du village d'Antanga, fuyant des envahisseurs Masikoro. Le nom « Andavadoaka » signifie « village dans le creux », en référence à sa     situation géographique, protégée par des collines. Avec la colonisation française de Madagascar dans les années 1890, les mouvements des Vezo ont été restreints, ce qui a favorisé l'établissement permanent à Andavadoaka, offrant une protection contre les navires français.

## Localisation
Andavadoaka est un petit village de pêcheurs situé sur la côte sud-ouest de Madagascar, à environ 150 km au nord de Toliara et 50 km au sud de Morombe. Il est situé en bordure d’un     lagon peu profond, protégé par des récifs coralliens.

## Géographie
Le village se trouve dans une baie abritée, formée par des falaises de calcaire érodées, vestiges d'anciens récifs coralliens datant de périodes où le niveau de la mer était plus élevé. La région bénéficie d'un climat tropical, avec une température annuelle moyenne comprise entre 22°C et 25°C, et des précipitations annuelles d’environ 35 cm. Bien que des cyclones touchent parfois la région, leurs impacts sont moins importants comparés à d’autres zones de Madagascar.

## Démographie
Selon le recensement de 2005, Andavadoaka comptait 1 200 habitants répartis dans 174 foyers, avec une population composée à 52 % de femmes.

## Population et ethnie
La population est principalement composée de Vezo, un groupe ethnique semi-nomade spécialisé dans la pêche marine, qui vit sur la côte sud-ouest de Madagascar depuis des générations. Les Vezo dépendent fortement de la mer pour se nourrir et se déplacer.

## Économie
Concernant l'occupation principale de la population, la majorité des habitants pratique la pêche artisanale, notamment sur les récifs coralliens. Le village d'Andavadoaka est connu comme réserves marines de poulpe. La pêche représente environ 71 % des activités génératrices de revenus. D'autres activités économiques incluent le commerce de détail, la transformation des poissons et l'élevage.
Beaucoup d'habitants migrent de manière saisonnière pour la pêche, se déplaçant vers des îles voisines comme Nosy Hao ou des zones de pêche près de Morondava.

## Environnement et Conservation

### Récifs coralliens
Andavadoaka se trouve près du Grand Récif de Tuléar. La région abrite des écosystèmes coralliens diversifiés, et plus de 334 espèces de poissons y ont été recensées. Il possède par rapport a cela une aire marine protégée, Réserves marines de poulpe.

### Initiatives de conservation
Des organisations de conservation comme Blue Ventures et la Wildlife Conservation Society ont mis en place des projets à Andavadoaka, axés sur les réserves marines, les pratiques de pêche durable et l’éducation environnementale. Un projet important concerne la mise en place de réserves tournantes pour la pêche au poulpe.

## Religion et Éducation
- Croyances religieuses : Environ 50 % de la population se déclare chrétienne, principalement catholique romaine, tandis que le culte des ancêtres reste influent, notamment lors des cérémonies importantes.
- Éducation : La mission catholique a joué un rôle majeur dans l’éducation, en créant les premières écoles primaires et secondaires de la région.

## Tourisme

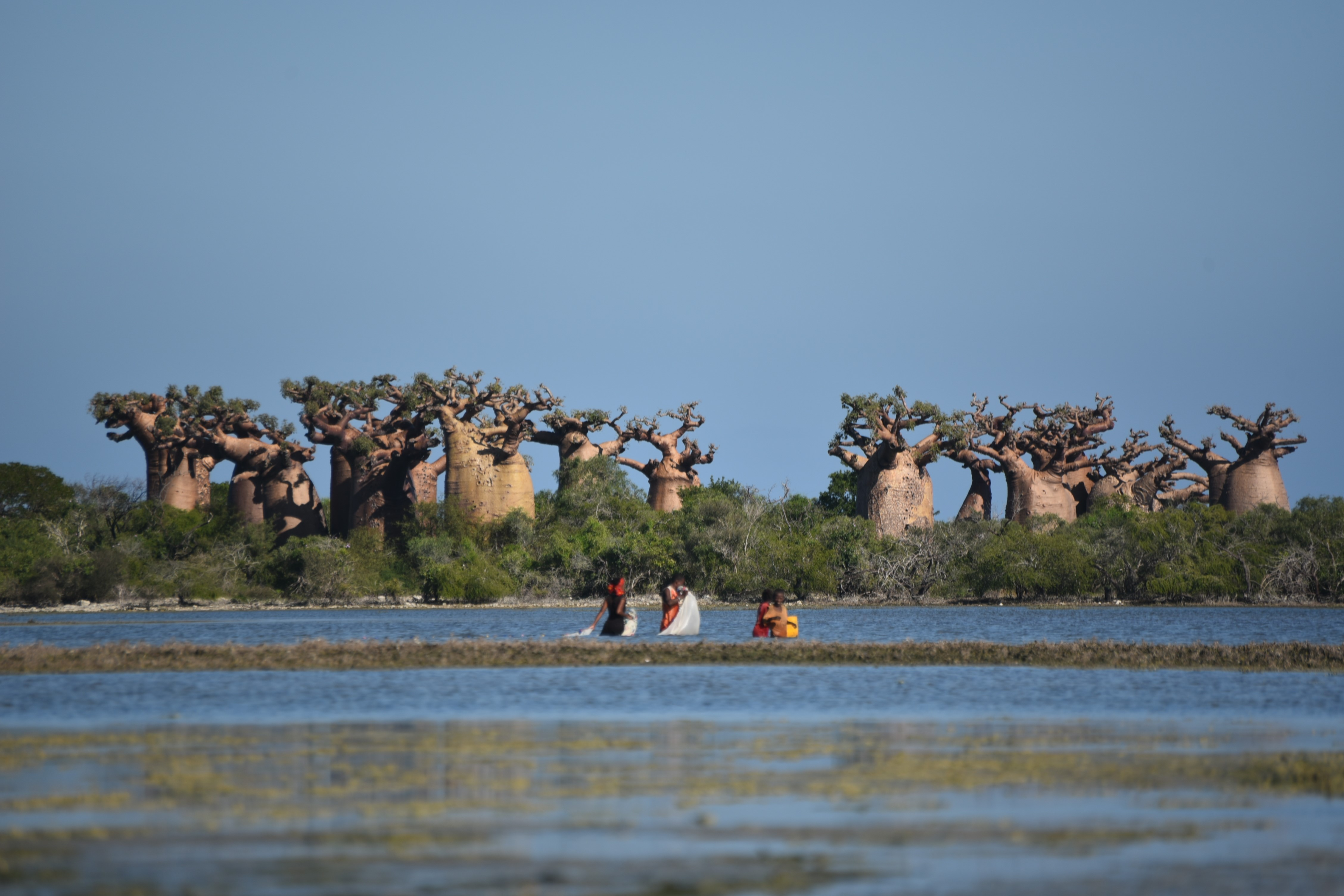
Pêche aux pieds des géants
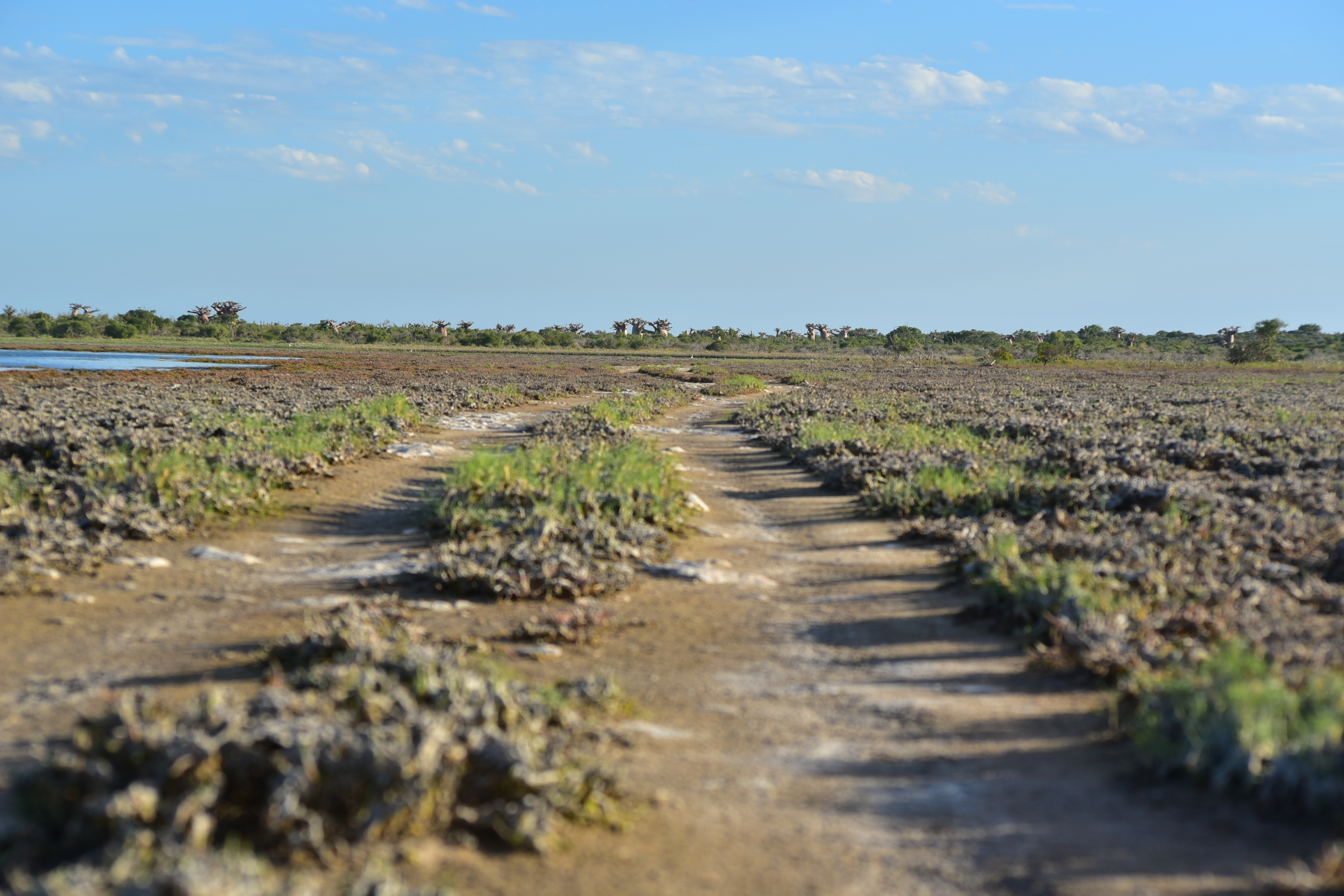
Paysage avec zone inondable à Andavadoaka, région Atsimo-Andrefana, Madagascar
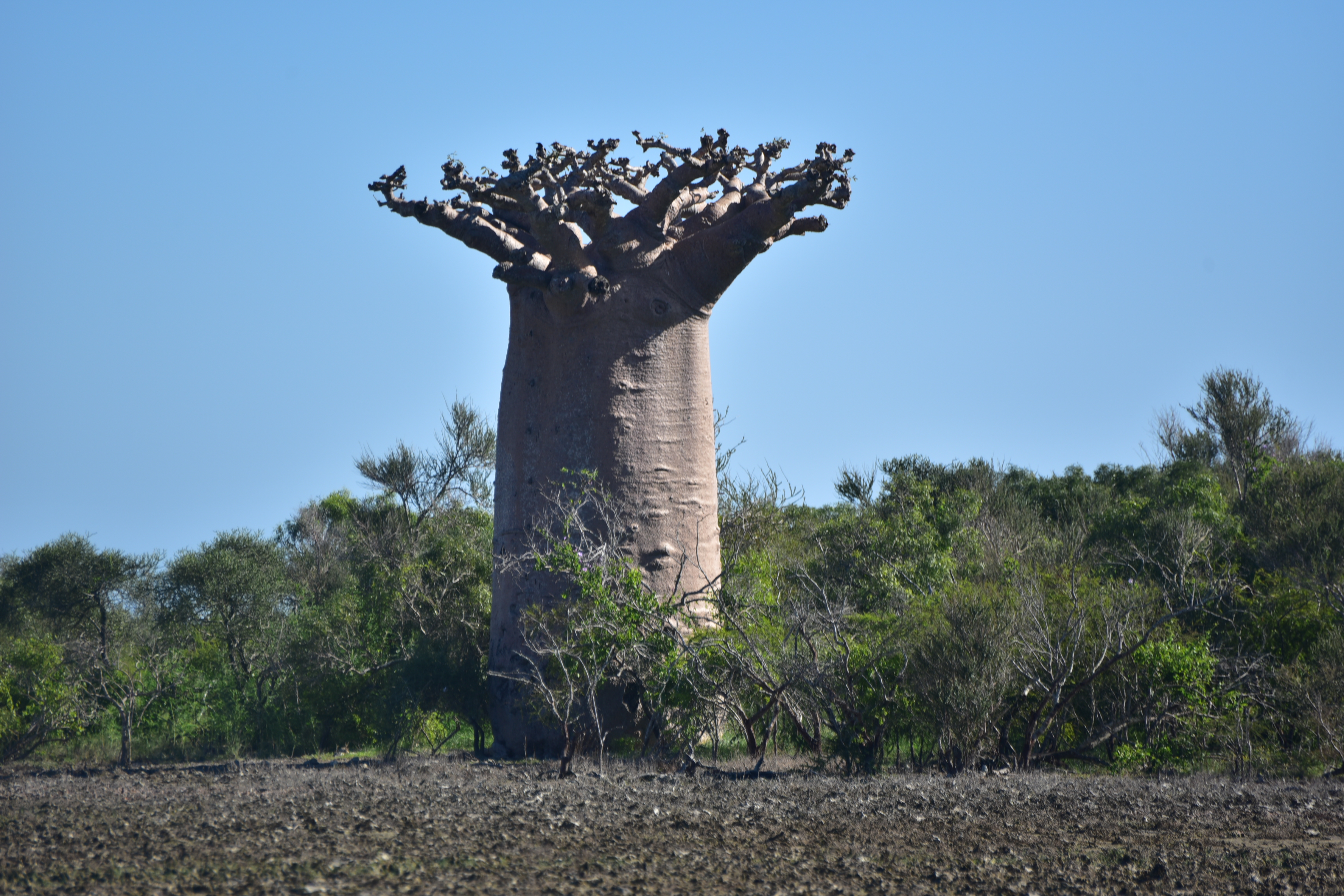
Baobab taillé à Andavadoaka, région Atsimo-Andrefana, Madagascar
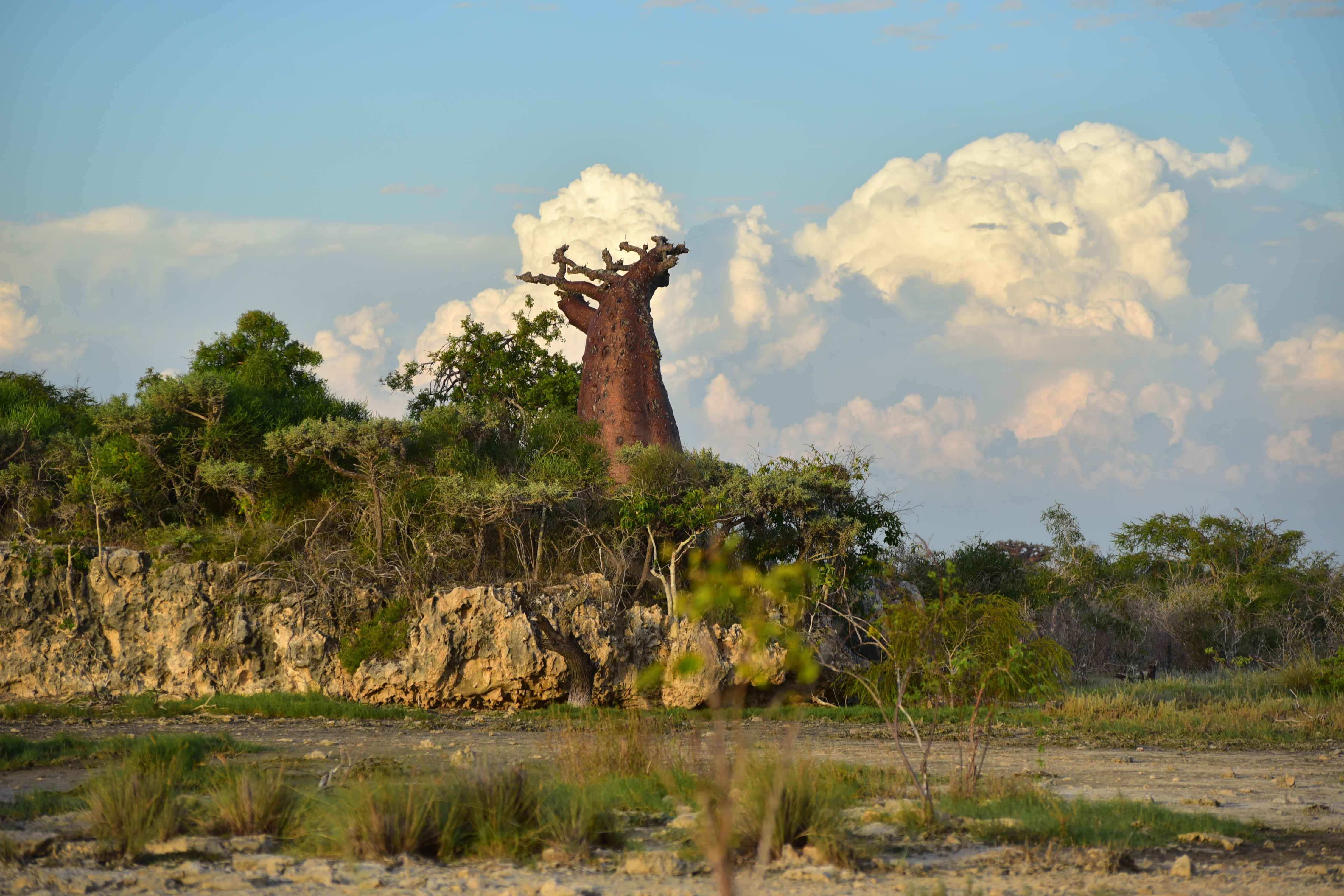
Paysage à Andavadoaka, Baobab et végétation xérophyte, région Atsimo-Andrefana, Madagascar
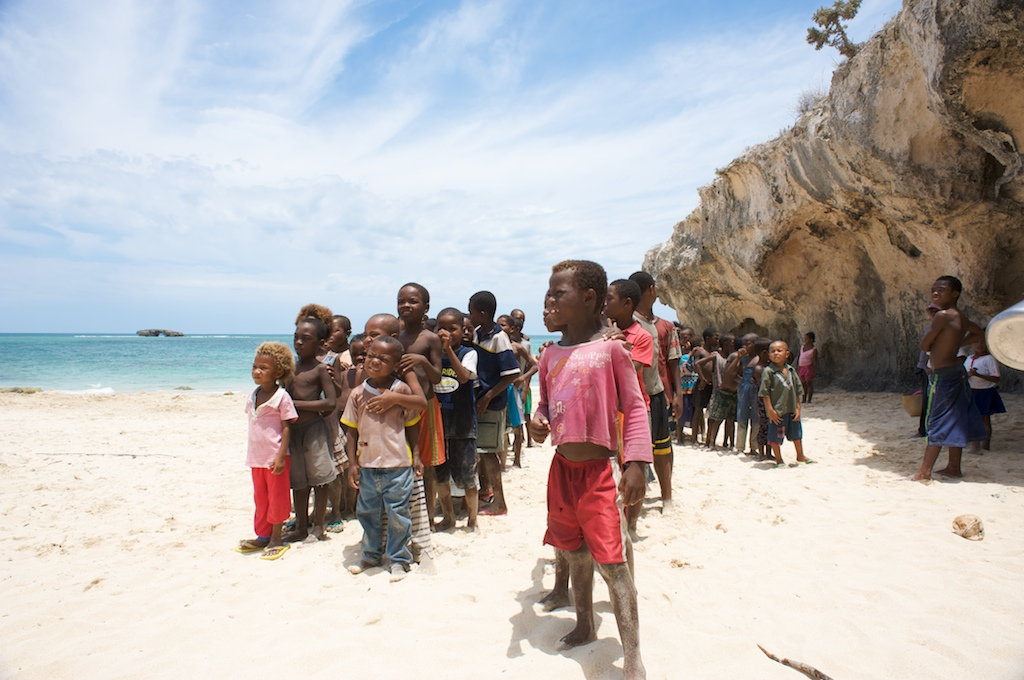
Andavadoaka_07
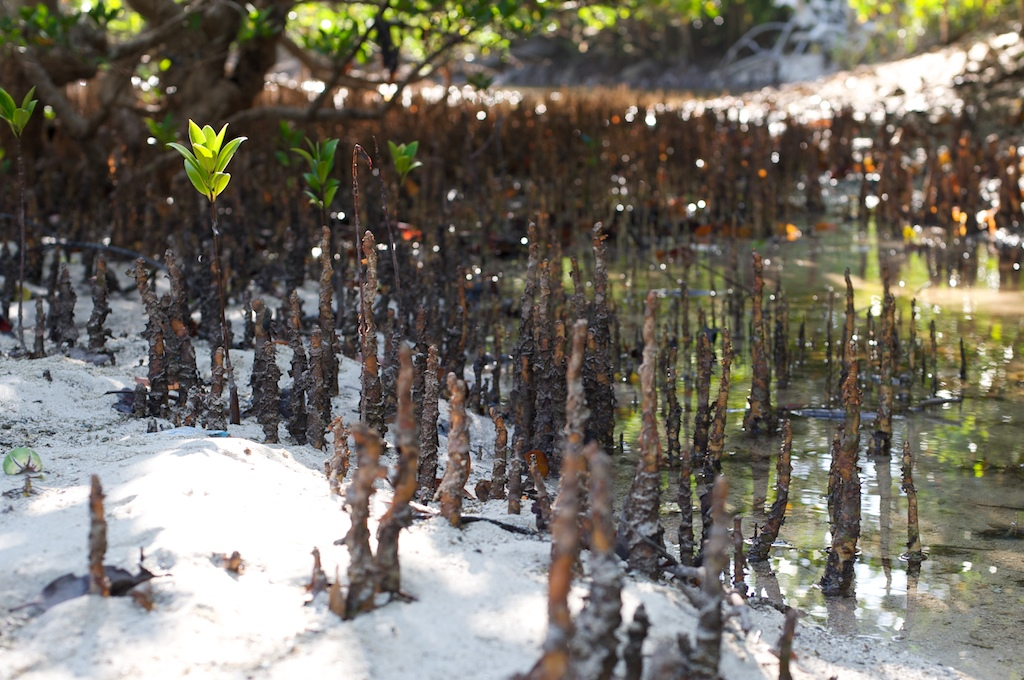
Andavadoaka_10
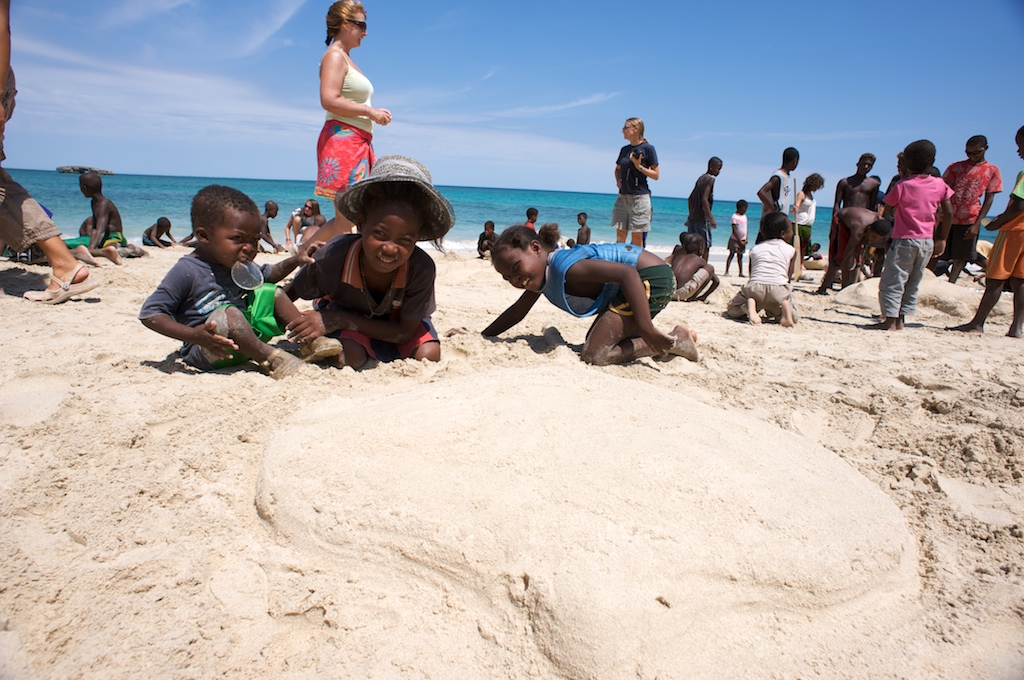
Andavadoaka_05